# Erich Willrich
Erich Willrich (* 26. April 1875 in Kummerow/Kreis Regenwalde; † 12. November 1914 bei Verdun) war ein deutscher Kunsthistoriker, Museumsdirektor und Sachbuchautor, der in Leipzig und Stuttgart wirkte.

## Leben
Erich Karl Heinrich Willrich war einer der Söhne des pommerschen Rittergutspächters Johann Friedrich Theodor Willrich. Er begann den Besuch der Schule in Greifenberg und legte die Reifeprüfung am Gymnasium Schneidemühl ab. Anschließend studierte er ab Ostern 1893 in Göttingen Medizin, ab 1895 Geschichte einschließlich Hilfswissenschaften, Kunstgeschichte, und Deutsch. Er promovierte 1899 mit der Arbeit Die chronica episcoporum Merseburgensium (Die Chronik der Bischöfe von Merseburg) zum Dr. phil. und war sodann Volontär und wissenschaftlicher Hilfsarbeiter am königlichen Kunstgewerbemuseum Berlin. Ab Oktober 1902 wurde er zum Direktorialassistent an der Kunstgewerbeschule Magdeburg. Von April 1905 bis Dezember 1908 fungierte er als Direktor des Deutschen Buchgewerbe-Museums in Leipzig und wurde ab 1909 Vorstand des königlichen Kupferstichkabinetts Stuttgart. Er war zudem um 1907 Mitglied des Deutschen Künstlerbundes und ab etwa 1911 des Deutschen Werkbundes.
Im Krieg diente er als preußischer Leutnant der Linien-Infanterie. Er fiel November 1914 im Alter von 39 Jahren bei Verdun.

## Werke (Auswahl)
- 1899 (Promotion): Die chronica episcoporum Merseburgensium (Verlag Dieterich)
- 1907: Die Buchbindekunst der alten Meister (Ausstellung des deutschen Buchgewerbevereins im Leipziger Buchgewerbe-Museum, Oktober und November 1907)
- 1907 Artikel in Deutsche Kunst und Dekoration: illustr. Monatshefte (20. Jahrgang, Seite 62): I. Graphische Ausstellung des deutschen Künstlerbundes im Deutschen Buchgewerbe-Museum Leipzig[4]
- 1910: Alt-Stuttgart. Führer durch die Ausstellung des Kgl. Kupferstichkabinetts Stuttgart; August - Dezember 1910
- 1911 Artikel in: Kunstgewerbeblatt (22. Jahrgang, Seite 52): Alt-Stuttgart im kgl. Kupferstichkabinett zu Stuttgart[5]
- 1912: Alt-Stuttgart in Bildern: 26 Tafeln in Aquarelldruck und Lichtdruck, mit Einleitung von Dr. Erich Willrich
- Mitarbeit in diversen Kunstzeitschriften